# Michael Haydn

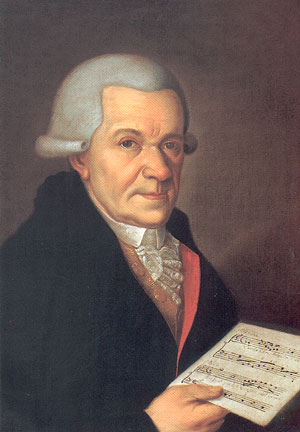
Johann Michael Haydn

Johann Michael Haydn (* 14. September 1737 in Rohrau, Erzherzogtum Österreich; † 10. August 1806 in Salzburg) war Komponist und Bruder von Joseph Haydn und Johann Evangelist Haydn.

## Leben
Die Herrschaft auf Schloss Rohrau hielt Wallfahrten zur Rochus-und-Sebastian-Kirche im kaiserlichen Steinbruch am Leithaberg ab – 1746 wegen einer Viehseuche. Diese wurden von Mat(t)hias Haydn, Wagnermeister und Marktrichter von Rohrau organisiert. Er war Vater zweier später berühmter Söhne, Joseph und Johann Michael. Beide Knaben erhielten dabei erste musikalische Eindrücke bei der großen Kirchenmusik, für die die Prozession nach Kaisersteinbruch berühmt war.

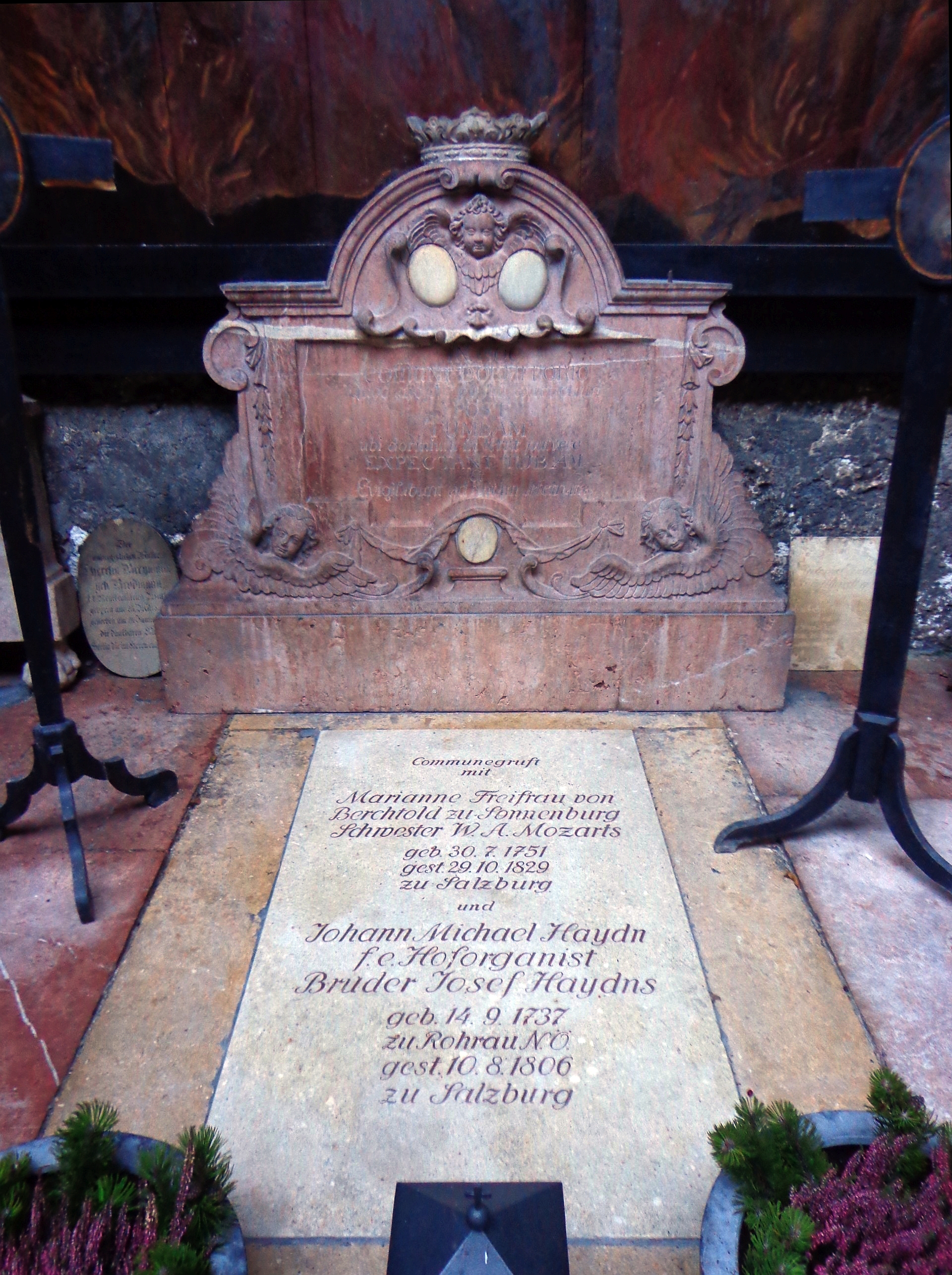
Gruft 54 (Petersfriedhof Salzburg): „Kommunegruft“, in der Maria Anna Mozart und Michael Haydn bestattet sind

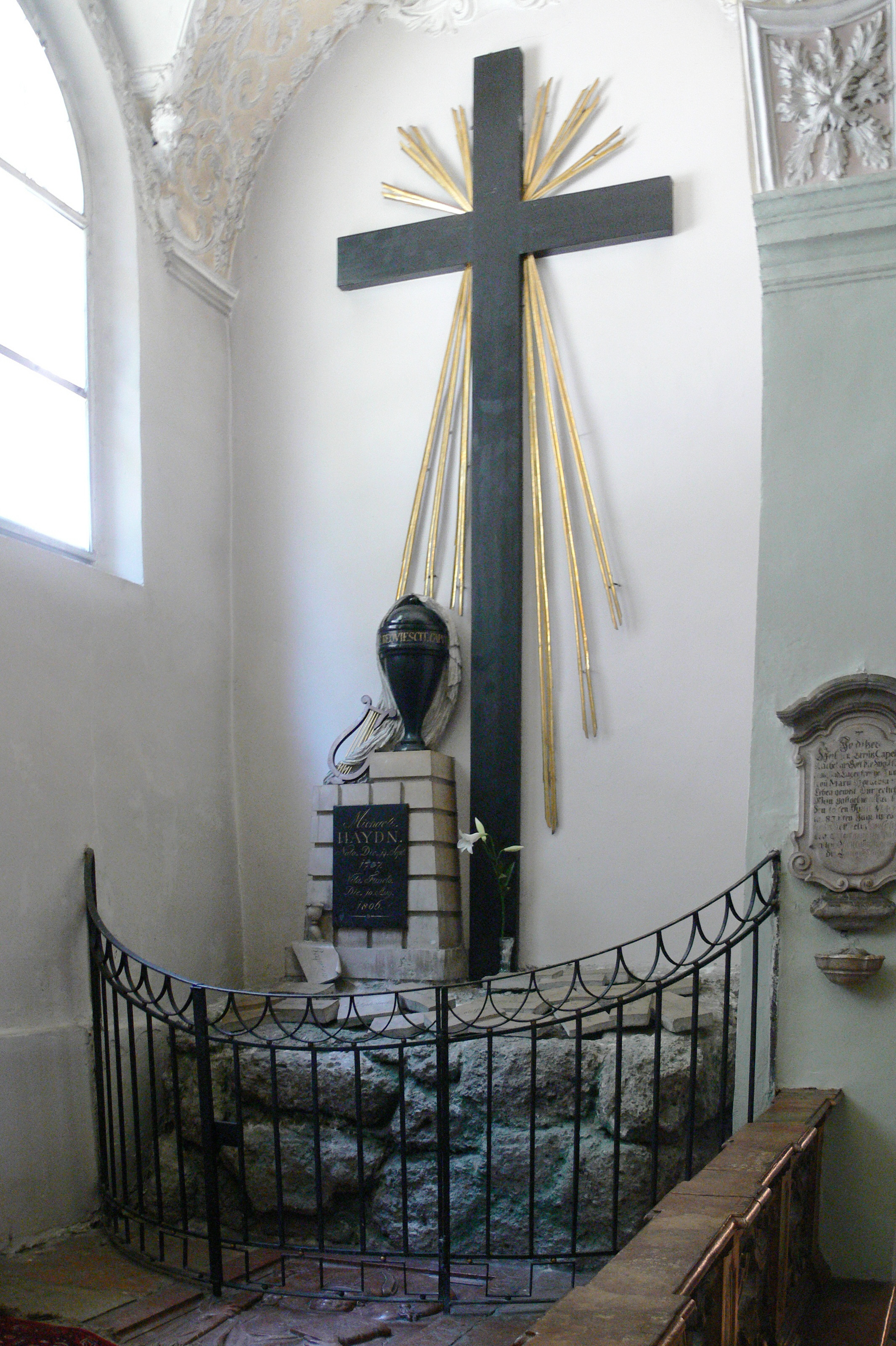
Grabmal in der Stiftskirche St. Peter, Salzburg

Johann Michael Haydn war wie sein bekannterer Bruder Joseph Sängerknabe zu St. Stephan in Wien. Nachdem er die Chorschule verlassen hatte, wurde er 1757 erst Geiger und 1760 bischöflicher Kapellmeister in Nagyvárad (Großwardein, heute Oradea) beim Bischof Adam Patachich. Sein Hornkonzert erregte 1762 in Wien Aufsehen. Von Erzbischof Sigismund von Schrattenbach nach Salzburg gerufen, wurde er am 14. August 1763 zum Hofkomponisten (Hofmusicus und Concertmeister) in Salzburg ernannt. 1768 heiratete er die Hofsängerin Maria Magdalena Lipp, Tochter des Hoforganisten Franz Ignaz Lipp. Aus der als glücklich bezeichneten Ehe ging nur eine Tochter hervor, die als Säugling starb.
Haydn wurde 1782 Nachfolger Wolfgang Amadeus Mozarts als Organist an der Dreifaltigkeitskirche; später war er auch für die Dommusik zuständig. In Salzburg wirkte Haydn insgesamt 43 Jahre lang. Er schrieb 360 sakrale und weltliche Kompositionen, vor allem Instrumentalmusik. Er war ein Freund Mozarts.
Michael Haydn wurde am 13. August 1806 in der Kommunalgruft im Petersfriedhof Salzburg beigesetzt. Anlässlich einer der regelmäßigen Gruftleerungen beschaffte sich Haydns Witwe den Schädel und stellte ihn neben ihrem Bett auf. Nach ihrem Tod wurde die Kopfschale in einem Teil des Haydn-Grabmals in der Stiftskirche von St. Peter verwahrt, heute noch befindet sie sich in der Erzabtei St. Peter.

## Bedeutung
Sein vor allem in Messen häufig gesungenes Werk ist das Deutsche Hochamt („Hier liegt vor Deiner Majestät“), das zu den wenigen kirchlichen Volksgesängen der Klassik gehört.
Haydn war ein wichtiger Wegbereiter der geistlichen Musik. Bekannt sind seine geistlichen Chorwerke, darunter die Missa Hispanica (für die er 1804 in Stockholm sein Diplom erhielt), eine Messe in d-Moll, ein Lauda Sion und eine Reihe von Gradualien, von denen 42 in Anton Diabellis Ecclesiasticon gedruckt wurden. Die weite Ausstrahlung seiner sakralen Musik zeigt sich u. a. daran, dass Michael Haydn den Generalbass schrieb für die unter dem Abt und Komponisten Nikolaus Betscher entstandene Choralhandschrift Antiphonarium ad usum chori Rothensis im Prämonstratenserkloster Rot an der Rot in Oberschwaben. Außerdem gilt Michael Haydn als wichtiger Verfechter des Männerchores. Unter anderem schuf er 41 Sinfonien, einige Instrumentalkonzerte und Kammermusik, darunter ein Streichquartett in C-Dur, das früher seinem Bruder Joseph zugeschrieben war. Ein für die Exequien seines Auftraggebers Erzbischof Sigmund Christoph von Schrattenbach 1771 komponiertes Requiem diente wohl als Vorbild für Mozarts gleichnamiges Werk. Ein weiteres, später komponiertes Requiem Haydns blieb unvollendet.
Eine Begründung, warum Michael Haydn weit weniger bekannt ist als sein berühmter Bruder Joseph, mag darin liegen, dass seine Werke zu Lebzeiten nicht verlegt wurden, sondern in handschriftlichen Kopien von Kloster zu Kloster verbreitet wurden. Ein Großteil des Schaffens von Michael Haydn ist der Öffentlichkeit noch weitgehend unbekannt, vor allem die weltlichen Kompositionen.

## Werke (Auswahl)
- Oratorium, Der büßende Sünder, MH 147 (1771)
- Konzert für Orgel, Viola und Streicher C-Dur
- Trompetenkonzert C-Dur
- Concertino für Trompete D-Dur
- Concertino für Fagott B-Dur
- Tristis est anima mea
- Konzert für Altposaune in D-Dur

### Geistliche Chormusik
- Missa in honorem Sanctissimae Trinitatis, MH 1
- Missa Sanctae Cyrilli et Methodii, MH 13
- Missa Beatissimae Virginis Mariae, MH 15 (Perger deest)
- Missa in honorem Sancti Josephi, MH 16
- Missa Sancti Gabrielis, MH 17
- Te Deum, MH 28
- Messe C-Dur, MH 42
- Missa Sancti Francisci Seraphici (1a), MH 43
- Messe C-Dur, MH 44 (Perger deest)
- Missa Sanctae Crucis, MH 56
- Missa dolorum Beatae Virginis Mariae, MH 57 (= identisch mit MH 552)
- Missa Sancti Raphaelis, MH 87
- Missa Sancti Nicolai Tolentini, MH 109/MH 154
- Missa Sancti Francisci Seraphici (1b), MH 119
- Missa pro defuncto Archiepiscopo Sigismundo („Schrattenbach-Requiem“), in c-Moll, MH 155
- Missa Sancti Joannis Nepomuceni, MH 182
- Missa Sancti Hieronymi, Oboenmesse, MH 254
- Missa Sancti Aloysii, MH 257
- Missa in Honorem St. Ruperti (Jubiläumsmesse) in C-Dur, MH 322
- Sancti Dei MH 328
- Alleluja! Laudate Pueri, Graduale in festo SS. Innocentium, die Dominica, MH 342 (1783)
- Effuderunt Sanguinem Sanctorum, Graduale in festo SS. Innocentium, extra Dominicam, MH 392 (1784)
- Missa in honorem Sancti Dominici (Missa della Beneficenza) in C-Dur, MH 419 (1786)
- Missa Hispanica (Missa a due cori), MH 422
- Anima Nostra, Offertorium pro festo SS. Innocentium, MH 452 (1787)
- Alleluja! Dextera Domini, Graduale pro Dominica quarta post Pascha, MH 484 (1788)
- Alleluja! Surrexit Christus, Graduale pro Dominica quinta post Pascha, MH 485 (1788)
- Missa in honorem Sancti Gotthardi (Missa Admontis), MH 530 (1792)
- Missa in honorem Sanctae Ursulae (Chiemseemesse), MH 546
- Missa pro Quadragesima, MH 551
- Missa Quadragesimalis, MH 552 (a-Moll)
- Missa Tempore Quadragesimae et Adventus, MH 553
- Deutsches Hochamt „Hier liegt vor deiner Majestät“, MH 536
- Deutsches Hochamt „Hier liegt vor deiner Majestät“ („Haydn-Messe“), MH 560
- Deutsches Hochamt, MH 602
- Deutsches Hochamt, MH 642
- Missa sub titulo Sanctae Theresiae, MH 797 (MH 796 ohne Gloriafuge)
- Petite et accipietis, Graduale, MH 798
- Magnus Dominus, Offertorium, MH 799
- Te Deum, MH 800
- Missa sub titulo Sancti Francisci Seraphici, MH 826
- Missa sub titulo Sancti Leopoldi in festo Innocentium, MH 837
- Missa pro defunctis, Requiem in B-Dur (unvollendet), MH 838
- Antiphonarium ad usum chori Rothensis, von 1791

### Orchestermusik
- Violinkonzert G-Dur, P 52
- Violinkonzert B-Dur, P 53
- Violinkonzert A-Dur, MH 207
- Flötenkonzert, P 54
- Trompetenkonzert Nr. 2, C-Dur MH 60
- Trompetenkonzert, D-Dur, MH 104
- Posaunenkonzert, d-Moll
- Hornkonzert, Concertino D-Dur

#### Sinfonien
- Sinfonie Nr. 1, C-Dur, MH 23 (Perger 35)
- Sinfonie Nr. 1C, Es-Dur, MH 35 (Perger 1)
- Sinfonie Nr. 2, C-Dur, MH 37 (Perger 2)
- Sinfonie Nr. 3, G-Dur (Perger deest)
- Sinfonie Nr. 4, B-Dur, MH 62 (Perger 51)
- Sinfonie Nr. 5, A-Dur, MH 63 (Perger 3)
- Sinfonie Nr. 6, C-Dur, MH 64 (Perger 4)
- Sinfonie Nr. 7, E-Dur, MH 65 (Perger 5)
- Sinfonie Nr. 8, D-Dur, MH 69 (Perger 38)
- Sinfonie Nr. 9, D-Dur, MH 50 (Perger 36)
- Sinfonie Nr. 10, F-Dur, MH 51 (Perger 45)
- Sinfonie Nr. 11/11a, B-Dur, MH 82/184 (Perger 9)
- Sinfonie Nr. 12, G-Dur, MH 108 (Perger 7)
- Sinfonie Nr. 13, D-Dur, MH 132 (Perger 37)
- Sinfonie Nr. 14, B-Dur, MH 133 (Perger 52)
- Sinfonie Nr. 15, D-Dur, MH 150 (Perger 41)
- Sinfonie Nr. 16, A-Dur, MH 152 (Perger 6)
- Sinfonie Nr. 17, E-Dur, MH 151 (Perger 44)
- Sinfonie Nr. 18, C-Dur, MH 188 (Perger 10)
- Sinfonie Nr. 19, D-Dur, MH 198 (Perger 11)
- Sinfonie Nr. 20, C-Dur, MH 252 (Perger 12)
- Sinfonie Nr. 21, D-Dur, MH 272 (Perger 42), 1778
- Sinfonie Nr. 22, D-Dur, MH 287 (Perger 43)
- Sinfonie Nr. 23, F-Dur, MH 284 (Perger 14)
- Sinfonie Nr. 24, A-Dur, MH 302 (Perger 15)
- Sinfonie Nr. 25, G-Dur, MH 334 (Perger 16), siehe 37. Sinfonie (Mozart)
- Sinfonie Nr. 26, Es-Dur, MH 340 (Perger 17)
- Sinfonie Nr. 27, B-Dur, MH 358 (Perger 18)
- Sinfonie Nr. 28, C-Dur, MH 384 (Perger 19)
- Sinfonie Nr. 29, D-Moll, MH 393 (Perger 20)
- Sinfonie Nr. 30, D-Dur, MH 399 (Perger 21)
- Sinfonie Nr. 31, F-Dur, MH 405 (Perger 22)
- Sinfonie Nr. 32, D-Dur, MH 420 (Perger 23)
- Sinfonie Nr. 33, D-Dur, MH 24 (Perger deest)
- Sinfonie Nr. 34, Es-Dur, MH 473 (Perger 26)
- Sinfonie Nr. 35, G-Dur, MH 474 (Perger 27)
- Sinfonie Nr. 36, B-Dur, MH 475 (Perger 28)
- Sinfonie Nr. 37, D-Dur, MH 476 (Perger 29)
- Sinfonie Nr. 38, F-Dur, MH 477 (Perger 30)
- Sinfonie Nr. 39, C-Dur, MH 478 (Perger 31), Salzburg 1788
- Sinfonie Nr. 40, F-Dur, MH 507 (Perger 32), Salzburg 1789
- Sinfonie Nr. 41, A-Dur, MH 508 (Perger 33), Salzburg 1789
- Sinfonie F-Dur, MH 25 (Perger deest)
- Sinfonie G-Dur, MH 26 (Perger deest)
- Finale zu Sinfonie B-Dur, MH 184 (Perger [9])

#### Streicherkammermusik
- Divertimento (Streichquintett) in B-Dur (Perger 105/MH 412)
- Streichquintett in C-Dur (Perger 108/MH 187)
- Streichquintett in F-Dur (Perger 110/MH 367)
- Streichquintett in F-Dur (Perger 112/MH 411)
- Streichquintett in G-Dur (Perger 109/MH 189)

### Opern und Musik zu Bühnenstücken
- Rebekka als Braut, MH 76 (Perger [47])
- Der Traum, Pantomime in zwei Akten, MH 84 (Perger 133)
- Der Bassgeiger zu Wörgl, MH 205 (Perger deest), 1773–75
- Zaïre, Musik zu Voltaire’s Tragödie, MH 255 (Perger 13)
- Endimione, Serenata, MH 186, 1778
- Andromeda e Perseo, Opera seria in zwei Akten, Libretto von Giambattista Varesco, MH 438 (Perger 25), 1787

## Schüler
- Sigismund von Neukomm
- Benedikt Hacker
- Maximilian Keller
- Carl Maria von Weber
- Anton Diabelli
- Martin Vogt

### Lexikonartikel
- Constantin von Wurzbach: Haydn, Johann Michael. In: Biographisches Lexikon des Kaiserthums Oesterreich. 8. Theil. Kaiserlich-königliche Hof- und Staatsdruckerei, Wien 1862, S. 141–150 (Digitalisat).
- Karl Emil von Schafhäutl: Haydn, Johann Michael. In: Allgemeine Deutsche Biographie (ADB). Band 11, Duncker & Humblot, Leipzig 1880, S. 143–157.
- Hans Jancik: Haydn, Johann Michael. In: Neue Deutsche Biographie (NDB). Band 8, Duncker & Humblot, Berlin 1969, ISBN 3-428-00189-3, S. 149 f. (Digitalisat).
- Petrus Eder, Gerhard Walterskirchen, Manfred Hermann Schmid: Haydn, (Johann) Michael. In: Ludwig Finscher (Hrsg.): Die Musik in Geschichte und Gegenwart. Zweite Ausgabe, Personenteil, Band 8 (Gribenski – Hilverding). Bärenreiter/Metzler, Kassel u. a. 2002, ISBN 3-7618-1118-7 (Online-Ausgabe, für Vollzugriff Abonnement erforderlich)
- Gerhard J. Winkler, Gerhard Walterskirchen: Haydn, Brüder. In: Oesterreichisches Musiklexikon. Online-Ausgabe, Wien 2002 ff., ISBN 3-7001-3077-5; Druckausgabe: Band 2, Verlag der Österreichischen Akademie der Wissenschaften, Wien 2003, ISBN 3-7001-3044-9.

### Monographien
in der Reihenfolge des Erscheinens
- Otto Schmid: Johann Michael Haydn (1737–1806). Sein Leben und Wirken. Langensalza 1906.
- Anton Maria Klafsky: Michael Haydn als Kirchenkomponist (= Studien zur Musikwissenschaft, Heft 3). Wien 1915.
- Hans Jancik: Michael Haydn. Ein vergessener Meister. Amalthea, Zürich 1952.
- Gerhard Croll, Kurt Vössing: Johann Michael Haydn : sein Leben – sein Schaffen – seine Zeit. Neff, Wien 1987, ISBN 3-7014-0243-4.
- Sabine Krohn und Gerhard Walterskirchen: „Außerordentlich beliebt und bekannt“ ... Johann Michael Haydn : 1737 - 1806 ; Leben, Werk, Zeit. Carus, Leinfelden-Echterdingen 2012, ISBN 978-3-89948-174-7.
- Eva M. Stöckler, Agnes Brandter (Hrsg.): „... dauert ewig schön und unveraltet ...“ Johann Michael Haydn – kein vergessener Meister! Hollitzer Wissenschaftsverlag, Wien 2020, ISBN 978-3-99012-846-6.

### Werkverzeichnisse
- Lothar Herbert Perger: Thematisches Verzeichnis der Instrumentalwerke von M. Haydn. In: Michael Haydn, Instrumentalwerke I (= Denkmäler der Tonkunst in Österreich (DTÖ) 29). Wien 1907.
- Charles H. Sherman, T. Donley Thomas: Johann Michael Haydn (1737–1806), a chronological thematic catalogue of his works. Pendragon Press, Stuyvesant NY 1993, ISBN 0-918728-56-8.